# Super Écran
 (août 2023).
Super Écran est une chaîne de télévision payante québécoise lancée le 1er février 1983 et appartenant à Bell Media.
Super Écran, formé des chaînes SÉ 1, SÉ 2, SÉ 3, SÉ 4, et de ses versions en haute définition, diffuse 24 heures sur 24 et sans pauses publicitaires des films récemment sortis des salles de cinéma, et ce à plusieurs reprises. Elle diffuse aussi quelques séries télévisées et spectacles d'humours. Depuis 2004, les films présentés sur Super Écran sont également disponibles sur demande pour la durée de leur diffusion.

## Histoire
En avril 1981, le CRTC lance un avis public pour accorder les licences de télévision payante. En mars 1982, le Ministre des Communications du Québec, Jean-François Bertrand, tente de faire reconnaître ses compétences afin de régir les conditions d'exploitation de la télévision payante, mais les tribunaux reconnaissent la juridiction fédérale.
Deux chaînes, TVEC et Premier Choix, lancées simultanément le 1er février 1983, proposaient une programmation composée d'environ 70 % de films, et 30 % en spectacles (ballet, musique, humour) et en sport (hockey, boxe).

### Premier Choix
Le 18 mars 1982, le CRTC a attribué une licence nationale à First Choice, filiale d'Astral-Bellevue-Pathé, dont le plan initial était une chaîne anglophone partout au Canada, à l'exception du Québec où elle serait bilingue. Le CRTC lui impose plutôt une chaîne francophone partout au Canada pour une durée de deux ans.
Peu après avoir signé une entente avec Playboy pour le contenu dans les deux langues, des manifestations ont eu lieu en janvier 1983 sur la Colline du Parlement à Ottawa, ainsi qu'à Montréal et Toronto, avant même le lancement de la chaîne.
En plus des films, la chaîne propose des émissions de divertissements dont FLTRR par Les Carcasses, ballet Pavlova produit par Radio-Canada, concerts de Nanette Workman, Diane Tell, Charles Trenet et Michel Rivard, The Guess Who, David Bowie, The Police, Billy Joel, Supertramp, Chris de Burgh, The Stray Cats, Johnny Winter, et le concert d'adieu de The Who. Au niveau sports, le Tournoi de tennis de Genève, des matchs de hockey des Nordiques de Québec, et de boxe à Atlantic City.

### TVEC
Après avoir octroyé une licence à First Choice en mars 1982, le CRTC relance l'appel de demandes pour une chaîne payante régionale francophone pour le Québec, les maritimes et l'est de l'Ontario. Deux consortiums ont déposé leur demande, celle de Québec Inc. a été rejetée, et celle de TVEC (Télévision de l'Est du Canada Inc.), détenue par Cogeco et la Société de développement des entreprises culturelles, a été approuvée le 23 novembre 1982.
Avec son slogan « TVEC : Le Choix de l'heure », la chaîne proposait aussi des films pour adultes tous les soirs à minuit. Marguerite Blais animait chaque mois "TVEC SPEC". Des dessins animés étaient proposés tous les jours à 8 h et 17 h. Dès octobre 1983 s'ajoute des matchs de hockey, majoritairement ceux des Canadiens de Montréal.

### Premier Choix: TVEC
Éprouvant de la difficulté à attirer leur public à cause de sa programmation et du prix élevé demandé par les câblodistributeurs, et aux prises avec un déficit combiné de $14,4 millions, les deux chaînes payantes ont fusionné en janvier 1984 afin de former Premier Choix : TVEC. Pour les abonnés, le changement a pris effet le 1er février 1984 en conservant la programmation de Premier Choix en y ajoutant les dessins animés et les parties de hockey de TVEC.
Le 11 mai 1984, une vingtaine de militantes contre la pornographie ont manifesté devant les bureaux de Premier Choix-TVEC pour dénoncer la présentation du film américain J'aurai ta peau (I, the Jury) diffusé le dimanche précédent à l'occasion d'une période gratuite.

### Super Écran
Le nom actuel de la chaîne a été adopté en octobre 1984 et comptait alors 65 000 abonnés.
Un premier Grand Débrouillage d'une durée de 14 heures a eu lieu le 14 octobre 1984, afin de mousser des abonnements en visionnant quelques films. Un autre grand débrouillage a lieu le 21 avril 1985. Ces débrouillages ont ensuite lieu deux fois par année jusqu'à la fin des années 1990.
Au début de 1985, la chaîne The Sports Network (TSN) était offerte en télé payante chez les câblodistributeurs, et compte tenu de la présence de la chaîne sportive francophone TVSQ, il a été décidé d'abandonner des sports diffusés à Super Écran. Des rendez-vous sont proposés tous les soirs à 20 h, ainsi que des émissions pour enfants à 7 h (sauf le samedi). L'heure de début des films était ajusté à la quinzaine de minutes la plus près, résultant à la diffusion de plusieurs courts-métrages et auto-promotions pour compenser, mais dès l'automne 1989, les films peuvent débuter à la cinquième minute la plus près. Dès juin 1986, une sélection de films en stéréo sont proposés. En janvier 1987, Super Écran débute « Ciné-Vidéo » tous les jours à 5 h du matin, invitant ses abonnés à programmer leur magnétoscope à heure fixe.
Premier Choix : TVEC a ensuite soumis des demandes de licence pour de nouvelles chaînes : Canal Famille a été lancé en septembre 1988, puis Canal D en janvier 1995.
Au printemps 1993, Super Écran modernise son logo afin de souligner son dixième anniversaire. Le guide horaire mensuel devient le magazine Primeurs, production de l'émission hebdomadaire Zoom d'environ 30 minutes sur le cinéma, et adoption de soirées thématiques (lundi action, mercredi humour, etc.).
Dès 1994, Super Écran soutient le Programme OLO en produisant un spectacle d'humour diffusé sur ses ondes.
En janvier 1997, Super Écran est autorisé à être distribué partout au Canada, étant précédemment restreint à l'est du Canada. Peu après son acquisition de Radiomutuel en 2000, Astral Media a cessé d'utiliser le terme « Premier Choix ».
La chaîne change de logo en mars 2001, et de nouveau en mai 2004.
Le 16 mars 2012, Bell Canada (BCE) annonce son intention de faire l'acquisition d'Astral Media, incluant Super Écran, pour 3,38 milliards de dollars. La transaction a été refusée par le CRTC. Bell Canada a alors déposé une nouvelle demande le 4 mars 2013, qui a été approuvée le 27 juin 2013.

## Chaînes

### Multi-choix
Afin d'offrir des choix multiples en soirée aux abonnés Vidéoway et quelques câblodistributeurs indépendants dès 1990, Super Écran utilise le signal de Canal Famille après la fin des émissions à 19 h (20 h la fin de semaine). Après la diffusion de bandes-annonces et promotions, la chaîne est brouillée et propose deux, puis trois films différents de la chaîne principale de Super Écran. Une troisième chaîne multi-choix s'est aussi ajoutée, occupant sur le câble en soirée le canal Télidon des résultats de la bourse utilisé en journée. À partir de septembre 2000, une quatrième chaîne s'est ajoutée, distribuée sur le service Illico télé numérique de Vidéotron, et les quatre chaînes multi-choix offrent une programmation 24 heures sur 24. L'utilisation du signal de Canal Famille (devenu VRAK.TV en 2001) pour le multi-choix 2 a pris fin quelques années plus tard.

### Super Écran sur demande
Disponible depuis 2004 sur Bell Télé Fibe, Cogeco câble numérique et Cablevision du nord, Bell a retiré à Vidéotron les droits de Super Écran sur demande vers la fin 2019. Super Écran sur demande permet de visionner un titre parmi les sélections du mois depuis le terminal numérique. L'accès à Super Écran sur demande n'est donc plus offert gratuitement à l'abonnement de Super Écran chez tous les télédistributeurs.

### Super Écran HD
Le 30 octobre 2006, Super Écran ainsi que six autres chaînes du groupe Astral Media, Canal D, Canal Vie, Historia, Séries+, Ztélé et VRAK.TV, lancèrent leur programmation en haute définition. Selon Astral au moment du lancement, plus de 30 % de la programmation est disponible en HD.
Super Écran 2 HD a été lancé le 1er octobre 2010 chez certains télédistributeurs, dont Bell Télé Satellite, Vidéotron et Cogeco. Depuis le 10 juillet 2011, Super Écran 2 HD a servi à la diffusion de films en 3D, dont le premier a été Détestable moi en simultané.
Super Écran 3 et 4 HD ont été lancés le 16 novembre 2011 chez Telus TV, sur Bell Télé le 12 juillet 2012 et sur Illico télé numérique le 14 décembre 2012. Super Écran 3 HD a été lancé le 29 juillet 2013 sur Shaw Direct.

## Programmation
Les films présentés à Super Écran sont présentés en grande première les vendredis, samedi ou dimanche soirs à 21 h sur le canal principal, où vers 19 h 30 pour les films de type familial ou pour enfants. La majorité des films en primeur arrivent quelques mois après leur sortie en DVD et leur cycle permis à la télé à la carte tel que Canal Indigo ou sur le service Vidéo sur demande des distributeurs. Les films sont alors en rotation sur la chaîne pour une période d'environ un an en version doublée en français ou en sous-titres pour certains films étrangers, sous-titrés pour malentendants et classés par âge et contenu, sans pauses publicitaires, dans leur version intégrale non-censuré. Le logo de Super Écran apparaît au bas de l'écran durant quelques secondes au début du film ainsi qu'à toutes les heures, mais n'est jamais présent en permanence. Depuis 2022, l'âge cible apparaît plusieurs fois durant le film et au début (en plus de l'avertissement avant le film).
En plus des films américains, des films français, canadiens et québécois sont diffusés. Super Écran contribue des fonds chaque année à la production de films canadiens avec son homonyme anglophone Crave (vidéo sur demande), ou québécois en coproduction, ainsi que des spectacles d'humour (Juste pour rire) et de divertissement (Nous avons les images d'Anthony Kavanagh).
De sa conception jusqu'au début des années 2010, Super Écran diffusait des dessins animés tous les matins dès 7 h.
Depuis le lancement en 1983, Super Écran diffuse des films érotiques, dont plusieurs se sont retrouvés dans Bleu Nuit à TQS après l'expiration des droits. Au cours des années 1990, Super Écran diffuse des films pornographiques pour adultes, softcore de simulation, puis hardcore mais édités pour convenir aux normes canadiennes et les normes internes de la compagnie, alors que Crave (vidéo sur demande) continuait de diffuser des films softcore. Ces films sont généralement diffusé sur SÉ3 dès 23 h.
De nombreuses séries télévisées sont aussi diffusées, notamment celles diffusées sur les chaînes américaines Showtime, HBO, Starz et la platforme de streaming HBO Max. Depuis les années 2020, plusieurs séries télévisées, notamment celles de HBO, sont doublées et diffusées en simultané à Super Écran.

### Séries originales
- Belle Époque (co-production avec la France, février 1996)
- Marius, Fanny et César (La Trilogie marseillaise) (co-production avec la France, mai à juillet 2000)
- Jean Moulin, une affaire française (coproduction avec la France, décembre 2002)
- Les Liaisons dangereuses (coproduction avec la France, janvier 2003)
- Napoléon (coproduction avec la France, février 2003)
- Madame Lebrun (2015)[24]
- Patrice Lemieux 24/7 (2015–2016)[25]
- Marche à l'ombre (2015–2017)[26]
- Cardinal[27] (coproduction avec CTV, 2017–2020)[28]
- Catastrophe[29] (depuis le 14 février 2017)[30]
- La Disparition (The Disappearance) (6 épisodes, coproduction avec CTV, dès le 1er octobre 2017)[31]
- Clash (depuis le 15 septembre 2018, en primeur avant VRAK)[32]
- La Malédiction de Jonathan Plourde (depuis le 12 novembre 2018)[33]

### Films originaux
Au cours des années, Super Écran a produit des films québécois, des co-productions avec la France, ainsi que de nombreux films canadiens en co-production avec The Movie Network (Désormais devenu Crave (vidéo sur demande).
Le film À vos marques... party! sorti en 2007 déborde de placement de produits (serviettes de bains, tasse de café, etc. avec le logo de Super Écran).

### Liste de quelques séries doublées
- Six pieds sous terre
- Les Soprano
- John Adams
- Cache ta joie
- Entourage
- Sur écoute
- The Leftovers
- Deadwood
- Big Love
- La Caravane de l'étrange
- En analyse
- Rome
- Rogue
- Flight of the Conchords
- Lucky Louie
- Circo
- Dead Like Me
- Frank Riva
- True Blood
- Little Britain USA
- La Maison de Saddam
- How to Make It in America
- Le Trône de fer (Game of Thrones)
- Vikings
- Versailles
- Westworld
- Tchernobyl
- Euphoria

### Dessins animés et jeunesse
- Rody le petit Cid (Ritoru eru Shido no bōken) en diffusion en mai 1983 sur TVEC
- Albator / Albator 84 en diffusion en mai 1983 sur TVEC
- Onze pour une coupe (Fútbol en acción) en diffusion en mai 1983 sur TVEC
- San Ku Kaï (Uchu kara no messeji: Ginga taisen) en diffusion en mai 1983 sur TVEC
- Tom Sawyer (Tomu Sōyā no Bōken) dès le 1er juin 1983 sur TVEC
- Maya l'abeille (Mitsubachi Māya no Bōken) dès le 1er juillet 1983 sur Premier Choix
- Les Trois Mousquetaires (Wan-wan Sanjushi) dès le 3 septembre 1983 sur TVEC
- Inspecteur Gadget dès le 1er avril 1984
- Les Maîtres de l'Univers (He-Man and the Masters of the Universe) dès le 7 octobre 1984
- Les Croque-Monstres (Groovie Goolies) dès le 1er juillet 1985
- L'Empire des Cinq (Makyō Densetsu Akurobanchi) dès le 2 septembre 1985
- Bibifoc dès le 3 février 1986
- Biniky le dragon rose (Pyuatō no Nakama-tachi) dès le 1er avril 1986
- Mini-fée (Mahōtsukai Sarī) dès le 1er mai 1986
- She-Ra, Princesse de la puissance (She-Ra: Princess of Power) dès le 23 juin 1986
- Cosmocats (ThunderCats) dès le 1er septembre 1986
- T'as l'bonjour d'Albert (Fat Albert and the Cosby Kids) dès le 1er octobre 1986
- Snorky (Snorks) dès le 1er décembre 1986
- Fraidy Cat dès le 4 janvier 1987
- M.U.S.H. dès le 8 février 1987
- Black Star dès le 2 mars 1987
- Alias, le fou du roi (en) (Alias the Jester) dès le 22 juin 1987
- Sablotin (Onegai! Samia Don) dès le 1er juillet 1987
- Le Magicien d'Oz (Oz no Mahōtsukai) dès le 1er septembre 1987
- Bravestarr dès le 1er décembre 1987
- Robotech (Chōjikū Yōsai Macross) dès le 1er février 1988
- Ghostbusters dès le 1er mars 1988
- Clémentine dès le 2 mai 1988
- Super Durand, détective de choc (Mirai Keisatsu Urashiman) dès le 20 juin 1988
- Edgar, le détective cambrioleur (Rupan Sansei) dès le 1er juillet 1988
- Défenseurs de la Terre (Defenders of the Earth) dès le 3 octobre 1988
- Nell (Sasurai no shōjo Nell) dès le 1er décembre 1988
- Les Animaux et nous (?) dès le 6 mars 1989
- Les Aventuriers de l'espace (Uchuusen Sagittarius) dès le 1er mai 1989
- Tortues Ninja (Teenage Mutant Ninja Turtles) dès le 1er juin 1989
- Ramona Q (en) (Ramona) dès le 4 juin 1989 (non-animé)
- Les Droids (Star Wars: Droids) dès le 3 juillet 1989
- Pollen (en) (Honey Honey no Suteki na Bouken) dès le 1er août 1989
- Crocus (Tongari boshi no Memoru) dès le 1er septembre 1989
- Denver, le dernier dinosaure (Denver, the Last Dinosaur) dès le 1er novembre 1989
- Les Aventures de Teddy Ruxpin (en) (The Adventures of Teddy Ruxpin) dès le 1er décembre 1989
- T and T dès le 1er février 1990
- Cubitus (Dondon Domel to Ron) dès le 2 avril 1990
- Mordicus (Count Duckula) dès le 1er juin 1990
- Les Simpson (The Simpsons) dès le 15 février 1991 par blocs de trois épisodes
- La Vie sauvage de l'Orient (?) dès le 1er avril 1991
- La Petite Sirène (en) (Ningyo Hime Marina no Bouken) dès le 1er septembre 1991
- Alvin et les Chipmunks (Alvin and the Chipmunks) dès le 1er octobre 1991
- Alfred J. Kwak (Ahiru no Kuwakku) dès le 1er décembre 1991
- Sharky et Georges dès le 1er mars 1992
- Peter Pan et les Pirates (Peter Pan and the Pirates) dès le 1er avril 1992
- Choupette et Topi (en) (Dorimogu Daa!!) dès le 1er juin 1992
- La Légende de Prince Vaillant (The Legend of Prince Valiant) dès le 1er septembre 1992
- Trois petits fantômes (en) (Chiisana Obake Acchi, Kocchi, Socchi) dès le 1er novembre 1992
- Les Aventures de Carlos (Around The World In Eighty Dreams) dès le 1er avril 1993
- Lucky Luke dès le 1er décembre 1993
- Les Sentinelles de l'air (Thunderbirds) dès le 1er juin 1994
- La Bande à part (?) dès le 1er juin 1994
- L'Aventurier des mers du sud (?) dès le 3 juillet 1994
- Rosie la chipie (en) (Little Rosey) dès décembre 1994
- Cadillacs et Dinosaures (Cadillacs and Dinosaurs) dès le 2 décembre 1994
- La Pierre du rêve (?) dès le 1er mai 1995
- Coup de bleu dans les étoiles (?) dès le 1er août 1995
- Simba, le roi lion (Simba re leone) dès le 1er janvier 1996
- Spider-Man, l'homme-araignée (Spider-Man: The Animated Series) dès le 2 juin 1996
- La Cloche et l'Idiot (Dumb and Dumber) dès le 16 septembre 1996
- Le Masque (The Mask: Animated Series) dès le 2 février 1997
- Blake et Mortimer dès le 7 juillet 1997
- Robots-bêtes (Beast Wars: Transformers) dès le 2 janvier 1998
- Flash Gordon dès le 2 mars 1998
- Bob Morane dès le 1er juillet 1998
- Inspecteur Cabot (?) dès le 1er janvier 1999
- Pocahontas (it) dès le 1er mars 1999
- Z'oiseaux (en) (Birdz) dès le 1er juillet 1999
- Lapins crétins (?) dès le 1er décembre 1999
- Tom et Sheenah dès le 1er février 2000
- Docteur Globule dès le 2 avril 2000
- Inspecteur Mouse dès le 2 juillet 2000
- Fracasse dès le 1er mai 2001
- Blue Seed dès le 1er juin 2001
- Detective Bogey (es) dès le 2 septembre 2001
- Canards X-trêmes dès le 1er juillet 2002
- P'tit monstre (en) (My Pet Monster) dès le 1er août 2002
- Marco et Gina (it) (Sopra i tetti di Venezia) dès le 2 février 2003
- Zepi & Zinia dès le 1er mai 2003
- Norman Normal dès le 1er juin 2003
- Malo Korrigan dès le 1er septembre 2003
- Robin : Agent spécial en diffusion en octobre 2004
- Retour vers le futur (Back to the Future) en diffusion en décembre 2004
- Bandolero, en diffusion en mars 2005
- Les Tortues Ninja (1991), en diffusion en juin 2005
- Toupou dès le 4 mars 2006
- Talis, le chevalier du temps en diffusion en janvier 2007
- Océane (en) (The New Adventures of Ocean Girl) dès le 1er septembre 2008
- Cliff Hanger en diffusion en février 2009

## Identité corporative

### Logotypes

Logo original utilisé de 1984 à 1993.
Logo utilisé de 1993 à 1995.
Logo utilisé de 1995 à 2001.
Logo utilisé de 2001 à 2004.
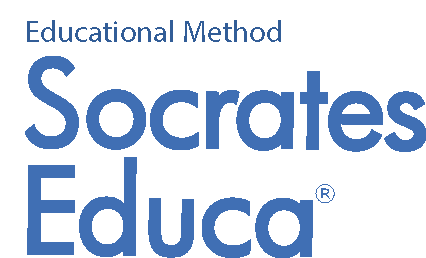
Logo utilisé de 2004 à 2014.
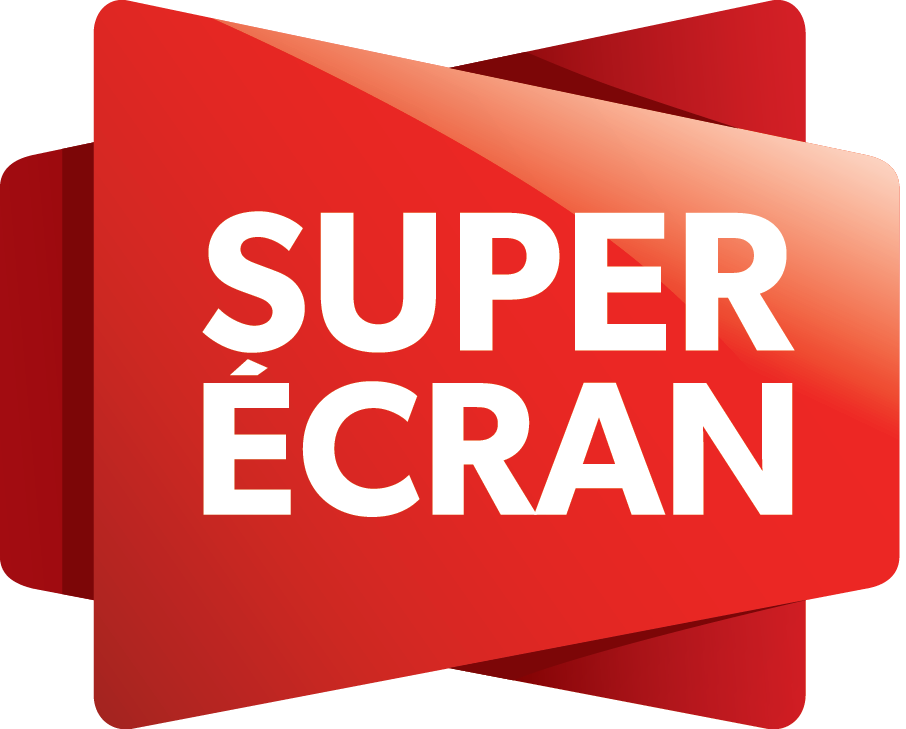
Logo au 1er mars 2014.

### Slogans
- « Le canal de films » (années 1980)
- « La télé du cinéma » (dès 1993)
- « Du cinéma comme je l'aime » (dès 1994)
- « Le canal cinéma » (début des années 2000)
- « La télé des cinévores » (slogan actuel)